# Pasvalys
Pasvalys (deutsch und polnisch Poswol) ist eine Stadt und Sitz der gleichnamigen Rajongemeinde in Litauen. 

## Lage und Einwohner

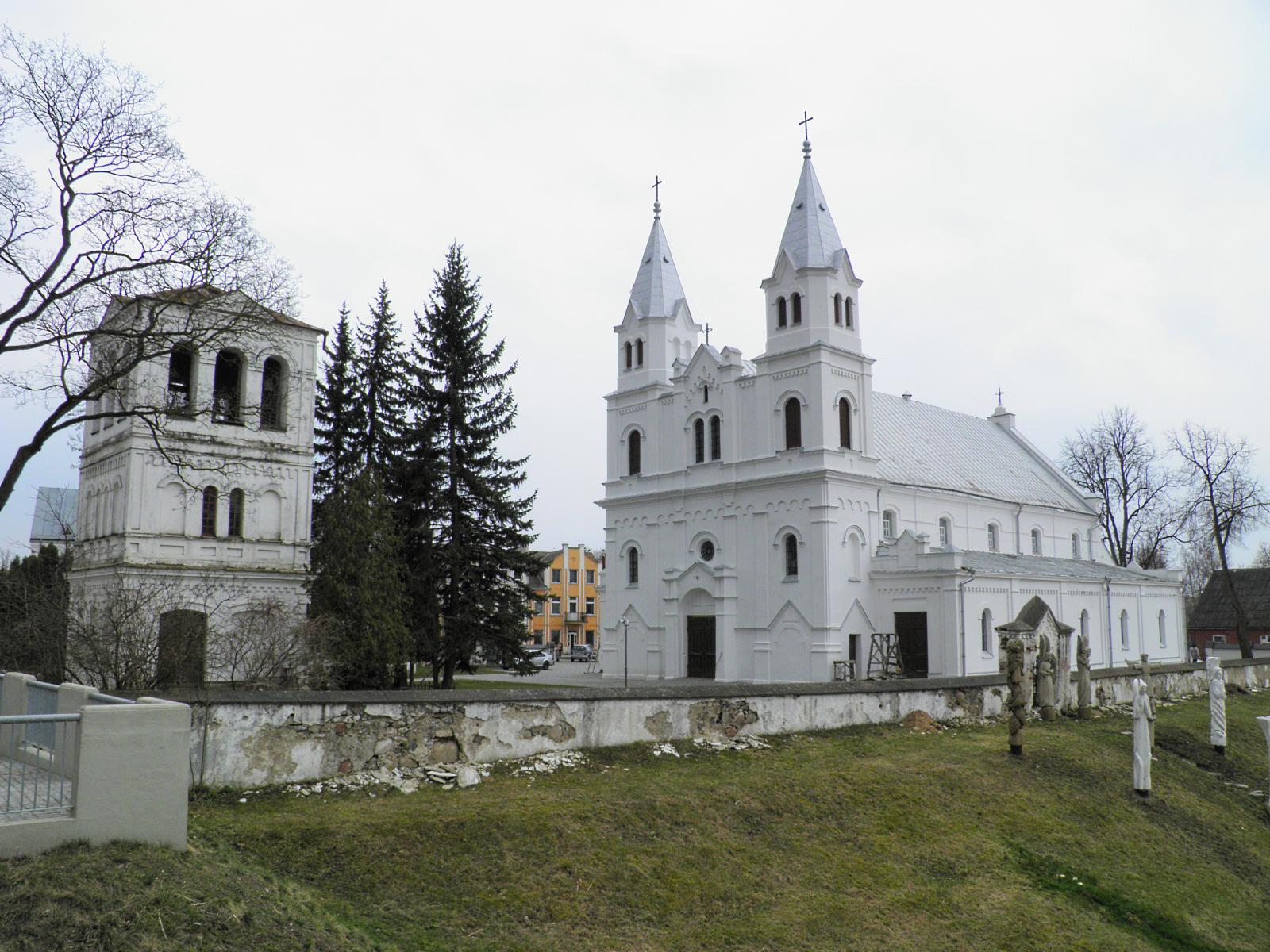
St.-Johannes-der-Täufer-Kirche in Pasvalys

Pasvalys liegt am Fluss Svalia im Bezirk Panevėžys im Norden des Landes und hatte im Jahr 2011 offiziell 7523 Einwohner.

## Geschichte
Pasvalys wurde 1497 gegründet. Jedes Jahr wird am 20. September diesem Ereignis mit einem Stadtfest gedacht.
1557 wurde hier der Vertrag von Poswol geschlossen, damit die sog. Koadjutorfehde in Livland zu Ende kam. Von 1779 bis 1787 wurde die St.-Johannes-der-Täufer-Kirche erbaut.

## Persönlichkeiten
- Petras Avižonis (1875–1939), Augenarzt
- Vytautas Kriščiūnas (1908–1991), Bauingenieur und Politiker
- Evaldas Gustas (* 1959), Politiker,  Wirtschaftsminister und Vizeminister
- Arūnas Kundrotas (* 1963), Politiker
- Laima Zilporytė (* 1967), Radrennfahrerin
- Raimundas Karoblis (* 1968), Verwaltungsjurist, Diplomat und Politiker
- Robertas Paužuolis (* 1972), Handballspieler
- Dalius Rasikevičius (* 1976), Handballspieler
- Ramunė Pekarskytė (* 1980), isländisch-litauische Handballspielerin